# دوري كرة القدم الغربي 1969–70
دوري كرة القدم الغربي 1969–70 (بالإنجليزية: 1969–70 Western Football League)‏ هو موسم من دوري كرة القدم الغربي ‏. فاز فيه Glastonbury F.C. ‏.